# Geopark Idrija
Geopark Idrija je geopark na območju Občine idrije. Ustanovljen je bil leta 2010. Obsega 294 km2.
Upravlja ga Zavod za turizem Idrija, vodja parka je Mojca Gorjup Kavčič. Park v večji meri financira idrijska občina.

## Članstvo v organizacijah
Je član Evropske mreže geoparkov (European Geoparks Network) Globalne mreže geoparkov (Global Geoparks Network). Nosi naziv UNESCO Globalni Geopark.